# 法蘭西王國 (1791年—1792年)
法蘭西立宪王國（法語：或）是一個短暫的君主立憲王國，自1791年9月3日法王路易十六簽署1791年憲法至1792年9月21日法国君主被成年男子普选的国民公会正式废止為止。
理論上舊的君主專制王國在立憲後正式結束。而在此之前，法國是實行君主專制。1792年8月10日發生八月十日事件後，法國境內開始出現要求廢除君主、實行共和的聲浪。1793年1月国民公会以叛國罪名將路易十六處死，波旁王朝滅亡。1814年波旁復辟後，由路易十八繼承王位，一直到1830年七月革命爆發，查理十世退位為止。

## 背景
1789年法國大革命爆發後，國民議會順勢掌握政權，宣布廢除封建制度，取消貴族頭銜及特權，並發表《人權和公民權宣言》，路易十六在革命的壓力下不得不妥協，簽署憲法同意法國為君主立憲的國家。路易十六一方面安撫國民會議，另一方面不斷暗中向各個歐洲王室請求支援鎮壓革命，並企圖逃出法國，出逃失敗後遭到軟禁。1791年8月27日，神圣罗马帝国皇帝利奥波德二世和普鲁士国王腓特烈·威廉二世共同發表《皮爾尼茨宣言》，警告法國人民不得傷害路易十六，此一事情激起法國人民的民族意識，也為日後法蘭西王國的滅亡埋下種子。

### 憲法
1791年9月路易十六被迫簽署1791年憲法，憲法中明確規定法國國王是「法国人民的王」（King of the French）以彰顯主權在民的原則，保障「法律之前人人平等」的原則，中央政府採行三權分立原則，法國國王行使行政權，立法會議掌握立法權，司法權則交由各級法院，法官經民選產生，大幅度的削弱了王權。

## 滅亡
皮爾尼茨宣言發表後，激起法國人民的憤怒，於是1792年4月20日法國正式向奧地利宣戰，同年8月普奧聯軍到法國邊境，普奧聯軍總司令卡爾·威廉·斐迪南（Charles William Ferdinand）發表《布倫瑞克宣言》，強調要是敢動路易十六的一根寒毛，絕對會嚴懲法國人民，此一事件激起巴黎人民的怒火，導致八月十日革命的發生，此時立法會議充斥著廢除君王的呼聲，同年9月，成年男子普選的國民公會成立，並於9月21日正式決議廢除君主，改建共和，法蘭西第一共和國成立，法蘭西王國正式滅亡。